# Scopulariopsis fusca
Scopulariopsis fusca är en svampart som beskrevs av Zach 1934. Scopulariopsis fusca ingår i släktet Scopulariopsis och familjen Microascaceae.   Inga underarter finns listade i Catalogue of Life.